# Кеведо (кантон)
Кантон Кеведо (исп. Quevedo)  располагается в провинции Лос-Риос в Эквадоре.Главный город кантона имеет одноименное название - Кеведо. Население - 173 735 человек (2010). 

## Этнический состав населения
Согласно переписи населения 2010 г. кантон Кеведо имеет следующий этнический состав:
- Метисы 66,2%
- Коренные прибрежных Эквадор 16,7%
- Белые 8,5%
- Афро-эквадорцы 7,5%
- Индейцы 0,8%
- Прочие 0,4%